# Thelypteris valdepilosa
Thelypteris valdepilosa är en kärrbräkenväxtart som först beskrevs av Bak., och fick sitt nu gällande namn av Clyde Franklin Reed. Thelypteris valdepilosa ingår i släktet Thelypteris och familjen Thelypteridaceae. Inga underarter finns listade.